# گرمان آپوختین
گرمان آپوختین (روسی: Герман Николаевич Апухтин؛ ۱۲ ژوئن ۱۹۳۶ – ۲۰۰۳) بازیکن فوتبال اهل اتحاد جماهیر شوروی سوسیالیستی بود.
از باشگاه‌هایی که در آن بازی کرده‌است می‌توان به باشگاه فوتبال زسکا مسکو و باشگاه فوتبال لوکوموتیو مسکو اشاره کرد.
وی همچنین در تیم ملی فوتبال شوروی بازی کرده‌است.